# Homalomena rostrata
Homalomena rostrata är en kallaväxtart som beskrevs av William Griffiths. Homalomena rostrata ingår i släktet Homalomena och familjen kallaväxter. Inga underarter finns listade.